# Jean Leclerq
Jean Leclerq (ur. 1880, zm. ?) – francuski pływak i piłkarz wodny, uczestnik Letnich Igrzysk Olimpijskich 1900 w Paryżu.
Wraz z drużyną Tritons Lillois wziął udział w turnieju piłki wodnej. Odpadli w pierwszej rundzie, przegrywając 0:12 z Osborne Swimming Club. Indywidualnie startował w pływaniu podwodnym, gdzie zajął 11. miejsce z wynikiem 28 punktów.